# Батаљон Сомали
Батаљон Сомали је посебна јединица која је у саставу оружаних формација делимично признате Доњецке Народне Републике. Настала је током 2014. године, учествовала је у борбама за Иловајск, Доњецки аеродром и за Авдијевку.

## Историја
Батаљон је формиран 2014. године и учествовао је у рату у Донбасу. Порекло његовог имена је непотврђено, можда због чињенице да су његови припадници, када су се први пут постројили, били обучени у шаролику одећу и тако изгледали не као борбена сила, већ као сомалијски пирати. Или би то могло бити из Толстихове тврдње: „неустрашиви су као сомалијски пирати“. Првобитно је то била специјална оперативна група при Министарству одбране Доњецке Народне Републике, самопроглашене отцепљене државе у источној Украјини. 2015. године отцепљене државе Доњецка Народна Република и Луганска Народна Република, и све њихове војне јединице, проглашене су терористичким организацијама од стране Врховног суда Украјине. У фебруару 2017. године, командант јединице Михаил Толстих („Гиви“) убијен је у својој канцеларији из ракетног бацача РПО-А Шмел. Наводно га је убила сопствена страна јер је знао ко је оборио лет 17 Малејша ерлајнс-а, званично су га убиле украјинске снаге. Батаљон је учествовао у опсади Маријупоља заједно са руским снагама током руске инвазије на Украјину 2022. године. Тренутни командант батаљона је Тимур Курилкин.

## Наоружање
Батаљон има тенкове Т-64 и Т-72, борбена оклопна возила БМП-1, БТР-70, МТ-ЛБ и БРДМ-2, као и пратећу артиљерију, минобацаче и транспортна возила.